# James W. Putnam

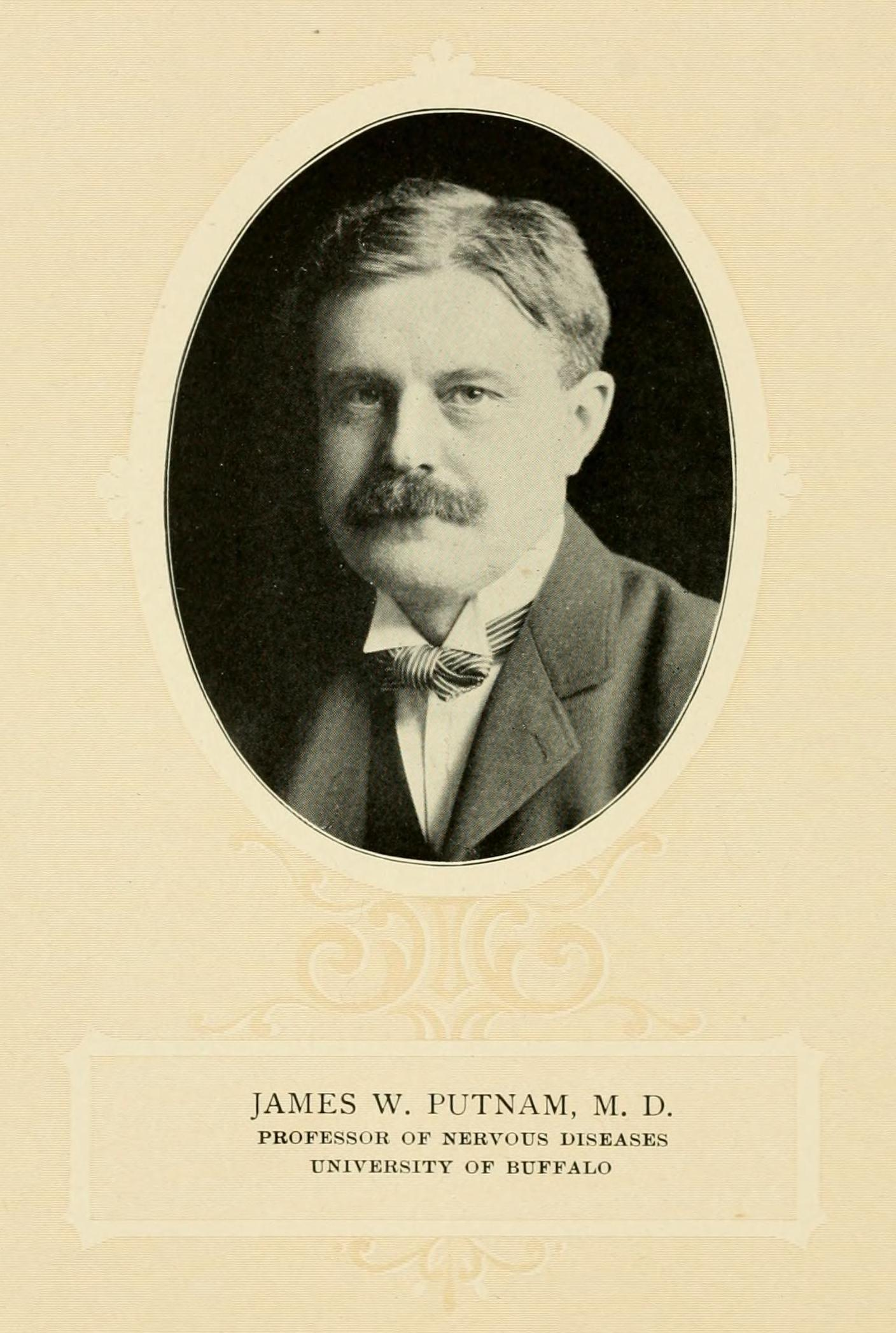
James W. Putnam

James W. Putnam (ur. 29 sierpnia 1849 w Amherst, zm. 23 marca 1938 w Buffalo) – amerykański lekarz neurolog i psychiatra. Profesor neurologii na University of Buffalo.

## Prace
- A Unique Murder Case with Application of New Law Governing Expert Eestimony. American Journal of Insanity 1916 72: 659-663
- Headache. Read in the Section on Practice of Medicine at the Forty-fourth Annual Meeting of the American Medical Association. JAMA. 1893;XXI(6):185-187.